# 룬다술주

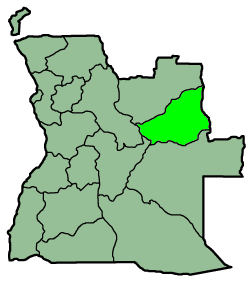
룬다술 주의 위치

룬다술주(Lunda Sul)는 앙골라의 주로, 주도는 사우리무이며 면적은 77,637km2, 인구는 약 125,000명이다. 동쪽으로는 콩고 민주 공화국과 국경을 맞대고 있으며 다이아몬드가 많이 매장되어 있다.